# Mésangueville
Mésangueville è un comune francese di 169 abitanti situato nel dipartimento della Senna Marittima nella regione della Normandia.

## Società

### Evoluzione demografica
Abitanti censiti